# Сорокино (Александровский район)
Сорокино — деревня в Александровском районе Владимирской области, входит в состав Андреевского сельского поселения.

## География
Деревня расположена в 19 км на юго-запад от центра поселения села Андреевское и в 7 км на юго-восток от Александрова. 

## История
В конце XIX — начале XX века деревня располагалась на почтовом тракте из Александрова в Киржач и  входила в состав Александровской волости Александровского уезда. В 1859 году в деревне числилось 20 дворов, в 1905 году — 21 дворов, в 1926 году — 26 дворов.
С 1929 года деревня входила в состав Холоповского сельсовета Александровского района, с 1948 года — в составе пригородной зоны города Александрова, с 1954 года — в составе Иваново-Соболевского сельсовета,  с 1965 года — в составе Александровского района, с 1967 года — в составе Елькинского сельсовета, с 2005 года — в составе Андреевского сельского поселения.

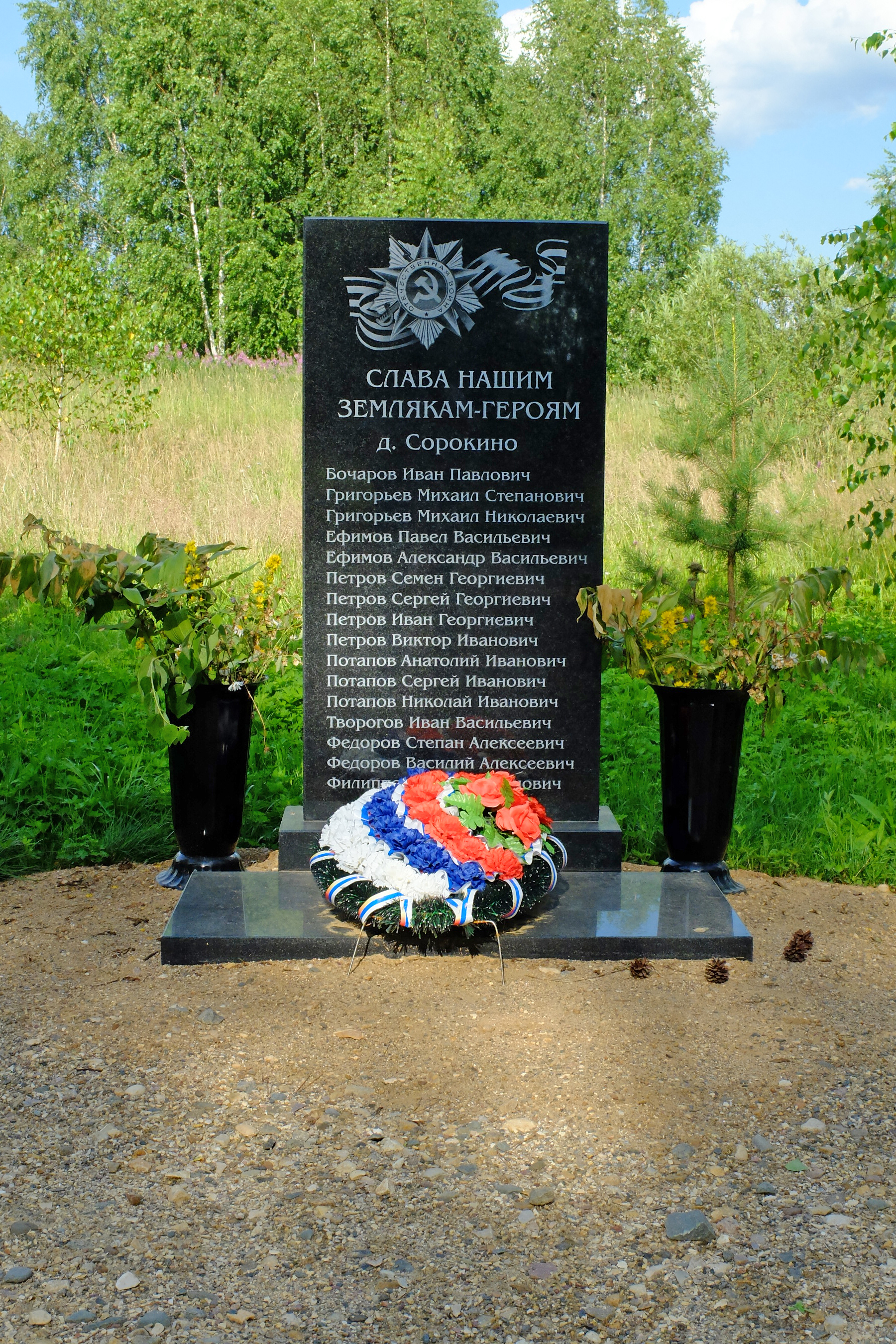
Памятник в деревне Сорокино. Установлен в 2020 году.

## Население
| 1859 | 1905 | 1926 | 2002 | 2010 | 2021 |
| ---- | ---- | ---- | ---- | ---- | ---- |
| 153  | ↗180 | ↘127 | ↘13  | ↗22  | ↗43  |